# Karl Adamek
Karl Adamek né le 23 juillet 1910 à Vienne (Autriche-Hongrie, actuellement en Autriche) et mort le 8 janvier 2000 à Vienne (Autriche) était un footballeur et entraineur autrichien.

## Biographie
Il s'exprime au Havre Athletic Club durant deux saisons avant-guerre.
Évoluant au poste de défenseur il cesse de jouer en 1947, et sa carrière d'entraîneur s'étale ensuite entre 1948 et 1971.

## Palmarès

### Joueur
- 8 sélections en équipe d'Autriche, entre 1932 et 1937.
- Coupe Mitropa: 1936  (Austria de Vienne);
- Coupe d'Autriche (3): 1931 (Vienne AC), 1933 (ne joue pas la finale), 1935 et 1936 (Austria de Vienne);
  - Vice-champion d'Autriche (2): 1937 et 1946 (Austria de Vienne);
  - Finaliste de la coupe d'Autriche: 1947 (Austria de Vienne).

### Entraîneur
- Champion de Suède (3): 1952, 1956 et 1957 (IFK Norrköping);
- Montée en Serie A italienne: 1959 (Atalanta Bergame);
- Montée en Nationalliga autrichienne: 1966 (Sturm Graz);
- Champion de Basse-Autriche (it): 1970 (SV Stockerau);
  - Demi-finaliste de la Coupe de Norvège: 1971 (HamKam).